# Kościół św. Ducha w Bydgoszczy (1529–1645)
Kościół św. Ducha – istniejący w latach 1529–1645 kościół szpitalny, który znajdował się w Bydgoszczy, na Przedmieściu Gdańskim, za Bramą Gdańską, przy ul. Gdańskiej. Jego mury wkomponowano w ukończony w 1645 roku kościół klarysek.

## Historia
Budowa kościoła szpitalnego Św. Ducha jest związana z rozwojem sieci przytułków dla chorych i ubogich w Bydgoszczy w XVI wieku.
Kościół św. Ducha był pierwszą kaplicą szpitalną powstałą na przedmieściu miasta Bydgoszczy. Powstał on w formie drewnianej budowli na miejscu obecnego kościoła Klarysek, wraz z pierwszym szpitalem (przytułkiem) dla chorych, ubogich i starców. Dokument fundacyjny z 14 września 1448 roku przedstawia, że kaplicę uposażyli aktualnie urzędujący burmistrze, landwójt, rajcy i mieszczanie. Potwierdził go 26 grudnia 1448 i 8 stycznia 1449 Świętosław z Wrzącej – archidiakon, oficjał i wikariusz generalny biskupa włocławskiego Władysława z Oporowa. Potwierdzenie to miało charakter wieczysty, obejmując swoim zakresem także nadanie ogrodu, położonego za szpitalem, spichlerza, dwóch ogrodów, działki folwarcznej położonej przy drodze do Myślęcinka oraz 30 mórg łąk. Z powyższych dóbr były ustanowione czynsze roczne, a ubodzy sami uprawiali w nich ziemię i hodowali bydło.
Ogród uprawiany przez ubogich, później został przekształcony na ogród klasztorny klarysek, a w XIX wieku na park regencyjny. Obecnie to najstarszy bydgoski park im. Kazimierza Wielkiego.
Prawo patronatu nad szpitalem należało do rady miejskiej. Obowiązek rezydowania w szpitalu i sprawowania opieki nad chorymi miał duchowny zwany prepozytem. Był on zobligowany do odprawienia czterech mszy tygodniowo, a msza niedzielna miała być odprawiana w kaplicy szpitalnej przed sumą, która była odprawiana w kościele parafialnym.
W 1495 roku Jan Bogurski z żoną Michną ofiarowali szpitalowi ogrody z trzema domami i czwartym w budowie. Prepozytem szpitala był wtedy Jan z Dźwierzchna – pomocnik kapelana kaplicy na zamku bydgoskim. Kolejne ofiary na rzecz szpitala przekazywali mieszczanie w 1502, 1503, 1515 i 1516 roku.
W „złotym” wieku XVI, kiedy mieszczanie Bydgoszczy znacznie się wzbogacili, dojrzewał projekt rozbudowy kościoła. W 1522 roku zdecydowano o budowie w jego miejscu świątyni murowanej. W latach 1560–1564 szczególnie częste są zapisy fundacyjne na budowę nowego kościoła. Rzeczywiste prace rozpoczęto jednak dopiero w 1582 roku. W tym roku odbyła się wizytacja Bydgoszczy przez biskupa Hieronima Rozdrażewskiego, w której określono starą kaplicę św. Ducha, jako „zrujnowaną, stojącą między domami” oraz odnotowano rozpoczętą budowę kaplicy murowanej. Budową zajmował się mieszczanin Grzegorz Gracza. Wystawił on dwie ściany, zapewnił środki na budowę zakrystii oraz wezwał innych obywateli do dokończenia budowy. Jego apel podjął Stanisław Diabelek, który wymurował pozostałe ściany i część szczytu zachodniego.
Budowa murów świątyni trwała ostatecznie do ok. 1590 roku, a wnętrza wyposażono do 1602 roku. W 1593 roku przy kaplicy mieszkał proboszcz, a w 1596 roku zanotowano, że posiadała dach pokryty dachówką ceramiczną i była otoczona płotem. Stwierdzono, że szpital niegdyś tu istniejący, władze miejskie przeniosły wraz z uposażeniem do innej części miasta, zaś wszystkie dobra (domy, place, ogrody) zarówno szpitalne, jak i prepozyckie zajmują mieszczanie, płacąc z nich czynsz szpitalowi św. Stanisława.
Gdy w 1615 roku do Bydgoszczy sprowadził się zakon Klarysek, zdecydowano o ulokowaniu sióstr w miejscu przytułku dla ubogich na Przedmieściu Gdańskim. Na miejscu istniejących zabudowań w latach 1615–1618 wybudowano klasztor (część południową), połączony z kościołem krużgankiem. W 1619 roku w obecności biskupa włocławskiego Pawła Wołuckiego rada miejska zrzekła się prawa patronatu do kaplicy św. Ducha, kościoła klasztornego oraz wszystkiego, co należy do klasztoru na rzecz biskupa.
Świątynia św. Ducha była odtąd kościołem zakonnym Klarysek. Przez lata świątynię rozbudowano dokonując jego adaptacji dla potrzeb sióstr. Podwyższono mury i zamknięto sklepieniem, oszkarpowano i nabudowano zakrystię, gdzie usytuowano chór. W latach 1630–1645 dokonano znacznej rozbudowy, dostawiając od zachodu szerszą nawę z wieżą i kaplicą. Oba człony skomunikowano przeprutym w dawnej zachodniej ścianie szczytowej łukiem tęczowym.
Stara świątynia stanowiła teraz jedynie sklepione prezbiterium nowego gotycko-renesansowego kościoła klarysek, który został konsekrowany 17 września 1645 roku i nazwany imionami: św. Wojciecha, św. Klary i św. Barbary.

## Architektura
Świątynię wzniesiono jako skromną budowlę gotycką orientowaną, salową, z ozdobnym szczytem od zachodu, kwadratową zakrystią od północy oraz kryptą. Prawdopodobnie wnętrze przykrywał strop. Wejście znajdowało się od zachodu.

## Relikty
Mury kościoła przetrwały jako prezbiterium kościoła klarysek.

## Następca
Na terenie Bydgoszczy wzniesiono w 1932 roku nowożytny kościół rektorski Ducha Świętego, oraz budowany od 1997 roku kościół parafialny Ducha Świętego.